# Нютон-метър
Нютон-метър (означение N·m) е единица за измерване на момента на силата в Международната система единици (SI). Един нютон-метър е равен на момента на силата, създаван от сила, равна на 1 N, относно точка, разположена на разстояние 1 m от линията на действие на тази сила.
Съгласно правилата за форматиране, приети в SI, буквените означения на единиците, участващи в дадено произведение, се разделят с точка на средната линия (което е знакът за умножение, приет в SI). Допуска се също те да са разделени с интервал, стига това да не предизвика недоразумение. Символът „х“ за тази цел не се използва. Редът на величините не трябва да се променя, за да не стане объркване с означението mN за милинютон.

## Единица за енергия
Нютон-метърът и джаулът са „дименсионно еквивалентни“ в смисъл, че те имат еднакво изражение чрез основните SI единици:
{\displaystyle 1\,\mathrm {N} \!\cdot \!\mathrm {m} =1{\frac {\mathrm {kg} \,\mathrm {m} ^{2}}{\mathrm {s} ^{2}}}\quad ,\quad 1\,\mathrm {J} =1{\frac {\mathrm {kg} \,\mathrm {m} ^{2}}{\mathrm {s} ^{2}}}}
Изразяването обаче на енергия, топлина и работа чрез единици за момент на сила не е прието.

## Коефициенти за преобразуване
- 1 килограм-сила-метър = 9,80665 N·m
- 1 дина-сантиметър = 10−7 N·m
- 1 джаул = 1 N·m